# Термос

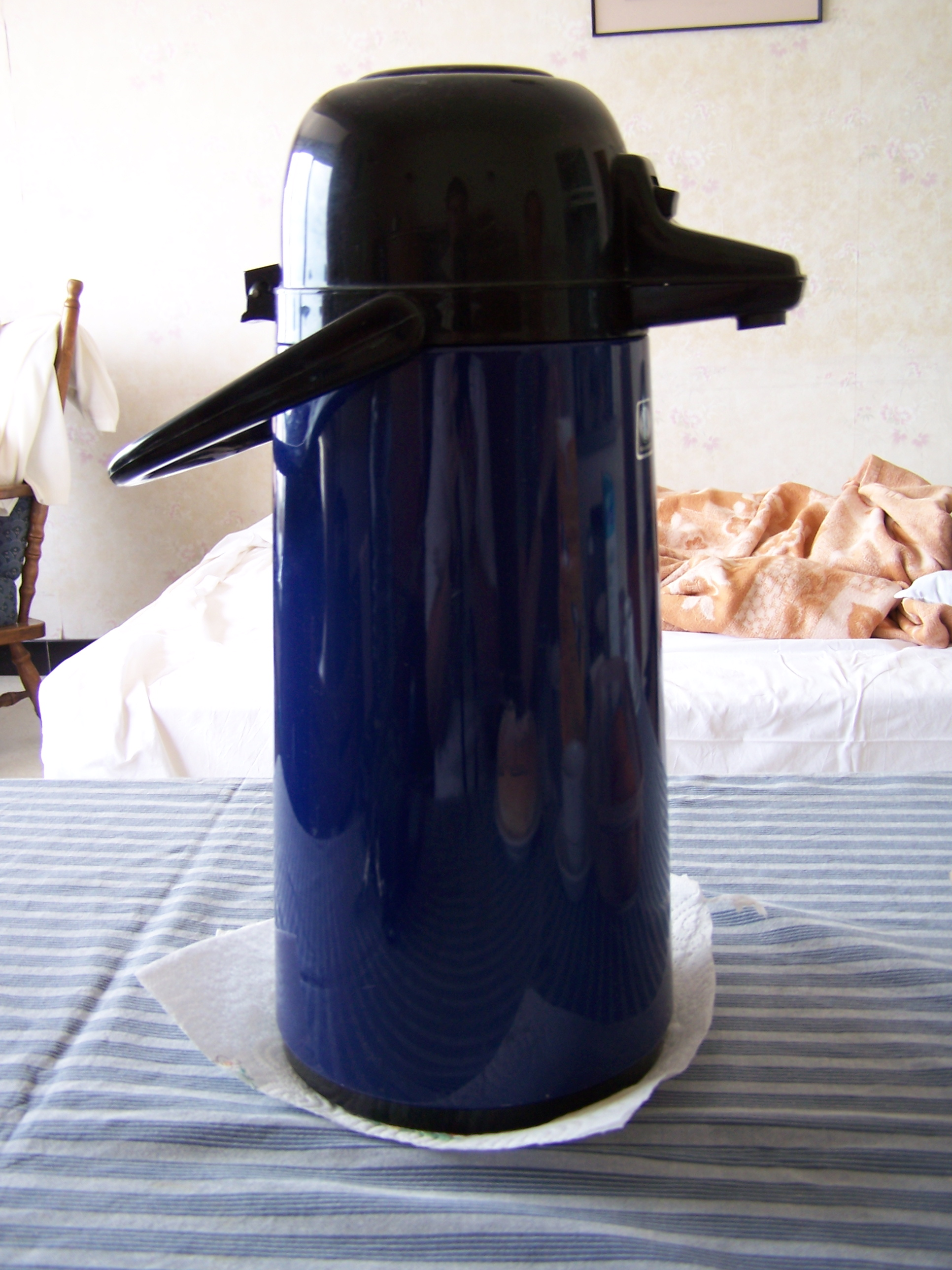
Сучасний термос

Те́рмос — ємність, стінки якої мають високу теплову ізоляційну здатність.
Посудина Дьюара була винайдена шотландським фізиком та хіміком сером Джеймсом Дьюаром в 1892 році. Перші Дьюарівські посудини для комерційного використання були випущені в 1904 році, коли була заснована німецька компанія Термос (нім. Thermos GmbH).

## Конструкція термоса
Основний елемент термоса, двостінна колба (дьюар), між стінками якої викачане повітря (вакуум має найвищу термоізоляційну здатність). Основний матеріал, з якого роблять колбу, є скло або сталь. Скляну колбу додатково посріблюють, щоб зменшити перенесення тепла через стінки дюару випромінюванням. Скляний дюар поміщають у корпус з високою термоізоляційною здатністю, щоб іще додатково зменшити перенесення тепла. Крім того, корпус захищає крихку скляну колбу від механічного пошкодження.